# Марія Вільгельміна фон Ульфельдт
Марія Вільгельміна фон Ульфельдт (нім. Marie Wilhelmine von Ulfeldt), (нар. 13 червня 1744 — пом. 18 травня 1800) — австрійська шляхтянка XVIII сторіччя з роду Ульфельдтів, донька міністра закордонних справ Священної Римської імперії графа Корфіца Антона фон Ульфельдта та Марії Єлизавети з Лобковіц, дружина графа Франца де Паула Йозефа Тун-Гогенштайн. Покровителька Моцарта та Бетховена.

## Біографія
Марія Вільгельміна народилась 13 червня 1744 року у Відні. Вона стала первістком в родині міністра закордонних справ Священної Римської імперії графа Корфіца Антона фон Ульфельдта та його другої дружини Марії Єлизавети з Лобковіц, з'явившись на світ наступного року після їхнього весілля. Згодом родина поповнилася донькою Марією Єлизаветою та сином Йоганном Баптістом, який помер немовлям.
Існує ймовірність, що в дитячому віці юну графиню навчав музики Йозеф Гайдн, який у той час підробляв уроками. Це важко визначити, оскільки в джерелі вказується лише ймення «графиня Тун». Англійський музикознавець Чарльз Бурней згодом хвалив її гру на клавесині, відмічаючи, що дівчина володіє величезною майстерністю, яку він раніше ніколи не зустрічав.

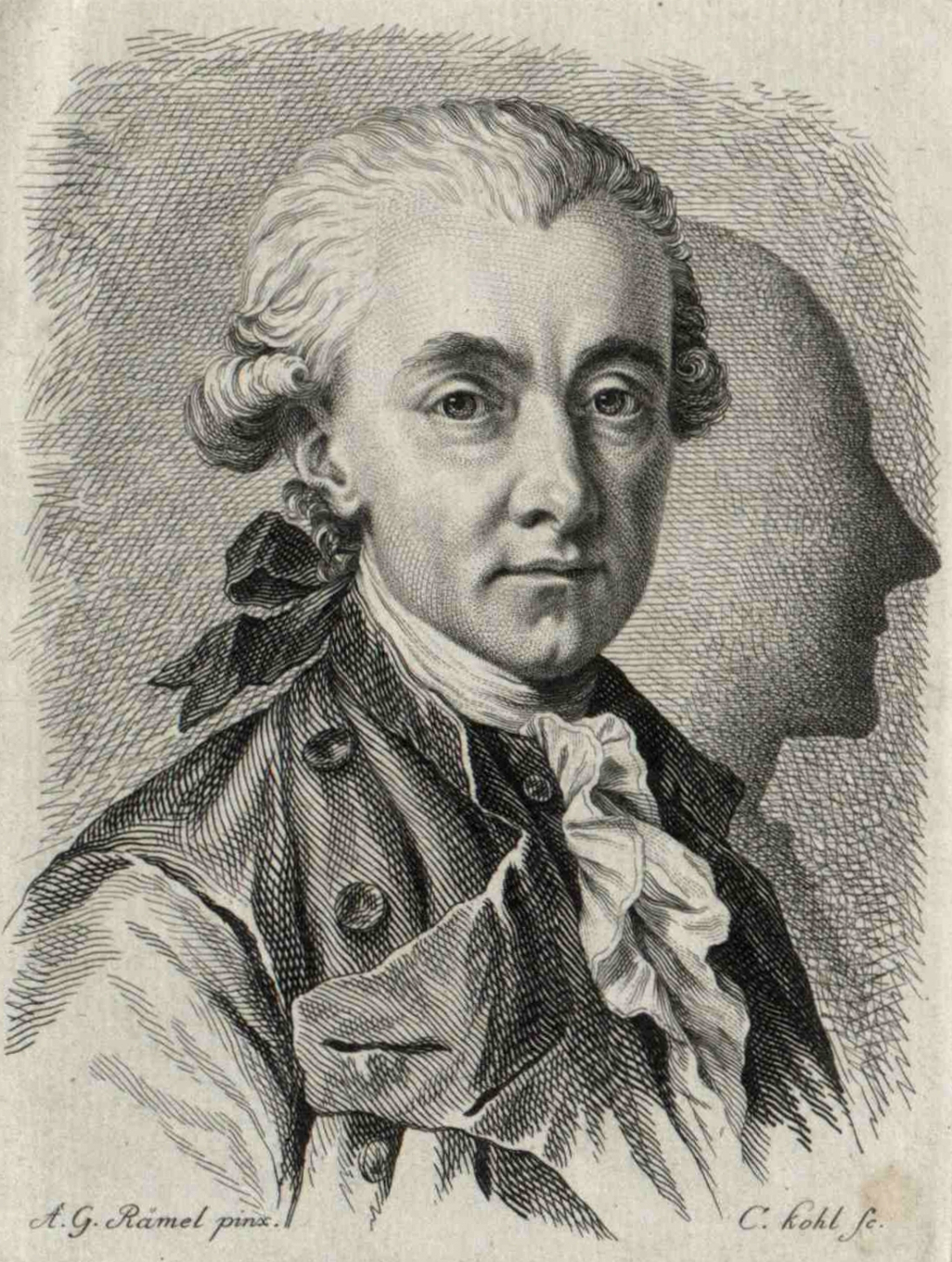
Франц Тун-Гогенштайн

У віці 17 років Марія Вільгельміна взяла шлюб із 26-річним графом Тун-Гогенштайн. Весілля відбулося 30 липня у Відні. У подружжя народилося шестеро дітей
Згодом Марія Вільгельміна стала господаркою відомого салону — осередку музичного та суспільного життя віденської аристократії. У 1781 році, коли Моцарт переїхав до Відня, вони потоваришували з графинею і часто обідали разом. Композитор бував у неї вдома й писав своєму батькові, що графиня є «найчарівнішою та наймилішою леді, яку я коли-небудь зустрічав. Я дуже ціную її підтримку».
У будинку Марії Вільгельміни Моцарт виступив з витягами зі своєї нової опери «Ідоменей, цар Критський», яку тепло зустріли запрошені гості, серед яких був і граф Орсіні-Розенберг — менеджер Імператорського театру. Невдовзі Моцарт дістав замовлення на роботу від імператора, результатом чого стало створення зингшпілю «Викрадення із сералю». Активність графині після цього була вже меншою. Після смерті композитора 1791 року вона, як вважається, фінансово допомагала здобути освіту двом його синам.
У 1797 році Людвіг ван Бетховен присвятив їй фортепіанне тріо сі-бемоль мажор.
Марії Вільгельміни не стало у травні 1800 року. Її чоловік пішов з життя за три місяці.

## Родина
Чоловік — Франц Тун-Гогенштайн
Діти:

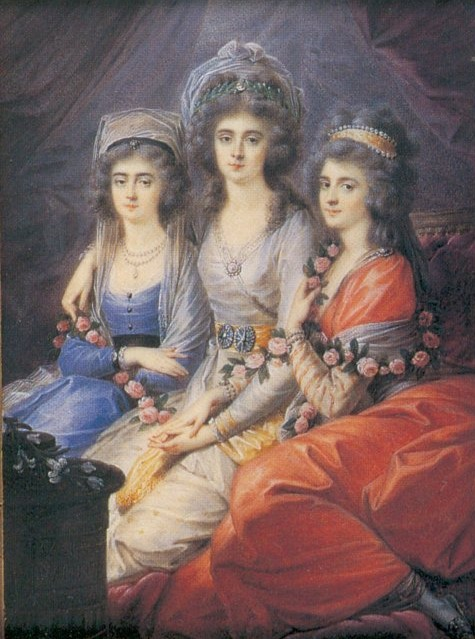
Доньки Марії Вільгельміни, 1792

- Марія Терезія (1762—1763) — померла немовлям;
- Марія Єлизавета (1764—1806) — дружина графа Андрія Кириловича Розумовського, посла Російської імперії у Відні, дітей не мала;
- Марія Крістіана (1765—1841) — дружина князя Карла Ліхновського, мала сина;
- Фердинанд Йозеф (1766—1768) — прожив півтора року;
- Йозеф Йоганн (1767—1810) — був тричі одруженим, мав четверо дітей;
- Марія Кароліна (1767—1820) — дружина Річарда Міда, графа Кланвільяма, мала трьох дітей.